# Mycale sulevoidea
Mycale sulevoidea är en svampdjursart som först beskrevs av William Johnson Sollas 1902.  Mycale sulevoidea ingår i släktet Mycale och familjen Mycalidae.
Artens utbredningsområde är havet utanför Malaysia. Inga underarter finns listade i Catalogue of Life.